# 폴 랜드
폴 랜드(Paul Rand, 본명: 페레츠 로젠바움(Peretz Rosenbaum), 1914년 8월 15일 뉴욕 브루클린 ~ 1996년 11월 26일 코네티컷주 노워크)는 미국의 그래픽 디자이너이다. 다양한 기업의 로고 디자인을 작업한 것으로 잘 알려져 있다.
뉴욕의 프랫 인스티튜트(1929-1932), 파슨스 디자인 스쿨 (1932-1933), 아트 스튜던트 리그(1933-1934)에서 배웠다. 그래픽 디자인의 스위스 스타일의 창시자 중 한 사람이다. 1956년부터 1969년까지, 1974년 이후 예일 대학교에서 디자인을 가르쳤다. 1972년 뉴욕 아트 디렉터 클럽 전당(Hall of Fame)에 입성했다. 1996년에 암으로 사망하였으며, 뉴욕의 베스 엘 묘지에 매장되었다.